# خلج (لب‌آب)
خلج (به ترکمنی: Halaç، حالاچ) یک شهرک در ترکمنستان است که در استان لب آب واقع شده‌است. خلج مرکز اداری شهرستان خلج است.

## جمعیت
| ۱۹۵۹ | ۱۹۷۰ | ۱۹۷۹ | ۱۹۸۹ |
| ---- | ---- | ---- | ---- |
| ۱۹۷۹ | ۳۲۸۵ | ۴۰۲۲ | ۵۱۰۱ |